# Franci Knaflič
Franci Knaflič, slovenski častnik, * 25. september 1951, Vrhnika.

## Vojaška kariera
- povišan v polkovnika (18. maj 2001)